# Taux de rendement synthétique
 (novembre 2024).
La mise en forme du texte ne suit pas les recommandations de Wikipédia : il faut le « wikifier ».
Les points d'amélioration suivants sont les cas les plus fréquents. Le détail des points à revoir est peut-être précisé sur la page de discussion.
- Les titres sont pré-formatés par le logiciel. Ils ne sont ni en capitales, ni en gras.
- Le texte ne doit pas être écrit en capitales (les noms de famille non plus), ni en gras, ni en italique, ni en « petit »…
- Le gras n'est utilisé que pour surligner le titre de l'article dans l'introduction, une seule fois.
- L'italique est rarement utilisé : mots en langue étrangère, titres d'œuvres, noms de bateaux, etc.
- Les citations ne sont pas en italique mais en corps de texte normal. Elles sont entourées par des guillemets français : « et ».
- Les listes à puces sont à éviter, des paragraphes rédigés étant largement préférés. Les tableaux sont à réserver à la présentation de données structurées (résultats, etc.).
- Les appels de note de bas de page (petits chiffres en exposant, introduits par l'outil «  Source ») sont à placer entre la fin de phrase et le point final[comme ça].
- Les liens internes (vers d'autres articles de Wikipédia) sont à choisir avec parcimonie. Créez des liens vers des articles approfondissant le sujet. Les termes génériques sans rapport avec le sujet sont à éviter, ainsi que les répétitions de liens vers un même terme.
- Les liens externes sont à placer uniquement dans une section « Liens externes », à la fin de l'article. Ces liens sont à choisir avec parcimonie suivant les règles définies. Si un lien sert de source à l'article, son insertion dans le texte est à faire par les notes de bas de page.
- La présentation des références doit suivre les conventions bibliographiques. Il est recommandé d'utiliser les modèles {{Ouvrage}}, {{Chapitre}}, {{Article}}, {{Lien web}} et/ou {{Bibliographie}}. Le mode d'édition visuel peut mettre en forme automatiquement les références.
- Insérer une infobox (cadre d'informations à droite) n'est pas obligatoire pour parachever la mise en page.

Pour une aide détaillée, merci de consulter Aide:Wikification.
Si vous pensez que ces points ont été résolus, vous pouvez retirer ce bandeau et améliorer la mise en forme d'un autre article.
 (novembre 2024).
 (novembre 2024).
Le taux de rendement synthétique (ou TRS) est un indicateur destiné à suivre le taux d'utilisation de machines.
Il est défini par la formule :
TRS = Production réelle / production maximum théorique
La définition du TRS est un standard propre à chaque organisation qui le définit. Ainsi, pour une situation donnée, le TRS calculé sera différent selon les organisations qui le calculent.
Le TRS décompose et met en évidence les pertes de production en différentes catégories sur lesquelles un plan d'action est mis en place.
Ainsi, on retrouve trois taux dans le calcul théorique du TRS : 
- le taux de disponibilité (notamment influencé par les pannes et les changements d'outils). Celui-ci se définit comme un rapport entre le "temps disponible" et le "temps utile" ou "temps de production" (ou tout autre terme équivalent). Ce taux est un de ceux qui font l'objet des plus grandes divergences entre les organisations (voir le paragraphe qui y est consacré).
- le taux de performance (notamment influencé par les micro-arrêts et les baisses de cadences)
- le taux de qualité (notamment influencé par les défauts et les pertes aux redémarrages)

Le TRS correspond à la multiplication de ces trois taux. Chacun des trois taux étant compris entre 0 et 100 %, le TRS doit donc être compris entre 0 et 100 %.
Plus un indice de TRS est proche de 100 %, meilleure est l'efficacité de la ligne.
Pratiquement, le TRS est souvent calculé comme le rapport entre le nombre de pièces bonnes produites pendant une certaine période et le nombre de pièces théoriquement produites durant la même période.
On peut améliorer un TRS en utilisant différentes méthodes (SMED, TPM, 5S, autoqualité, démarche ergonomique,déploiement d'un système ...).
Les systèmes SCADA sont de plus en plus utilisés à des fins de calcul de TRS. La mise en place de ce type de système est facilitée par l’interopérabilité des équipements via des standards comme l'OPC UA.

## Formulation
On définit :
- Ri = Temps d’arrêt = Date de réparation – Date d’apparition d’une panne causant l'arrêt du système.
- R = Temps d’arrêt total = ∑Ri
- E = Temps requis
- A = temps d'ouverture : temps théorique de fonctionnement maximum.
- Temps brut de fonctionnement : B = A – R
- Temps net de fonctionnement : C = B - pertes de performances (différence entre cadence théorique et cadence réelle due aux arrêts mineurs)
- D = temps utile (qui produit que des ensembles bons)
- D = C - pertes de qualité : non qualité pendant le fonctionnement, réglages, essais, démarrage...
- Taux de fonctionnement brut : Tb = (A-R) / A = B/A
- Taux de performance : Tf = C/B
- Taux de qualité : Tq = D/C

Le TRS est le seul indicateur qui tient compte de tous les paramètres qui affectent la productivité d'un système. Il dépend des trois qui le composent, si l’un des trois se dégrade le TRS chute.
- Taux de Rendement Synthétique (TRS) : TRS = D/A = Tb x Tf x Tq = B/A x C/B x D/C

## Discussions sur le taux de disponibilité
Il existe de nombreuses variantes concernant la mesure des temps d'ouverture et les différents arrêts.
Ainsi:
- Certaines organisations considèrent que le temps utile est mesuré à partir du moment où l'équipement a lancé tous ses processus de démarrage, est équipé, à la bonne température, etc. D'autres organisations, considérant que les temps de démarrage et mise en condition sont des gaspillages à chasser, considèrent le temps d'ouverture comme commençant dès que l'équipement est sous tension, voire dès le début de la période de mesure, même si aucune personne n'est présente et que l'équipement n'est pas encore mis en marche (certaines organisations considèrent que attendre un opérateur pour commencer est une source d'inefficacité).
- Concernant les arrêts, de nombreuses variantes existent. Par exemple, si un opérateur doit arrêter l'équipement pour une pause réglementaire, selon les organisations, c'est considéré comme un arrêt (à éviter) ou une réduction du temps d'ouverture. Autrement dit, avec cette vision, l'équipement n'est pas censé produire à ce moment.
- Une autre variante peut concerner les pertes de temps causées par des produits défectueux. Certaines méthodes enlèvent le temps passé à produire un produit défectueux, et réduisent ainsi le temps utile. D'autres méthodes conservent le temps utile, et réduisent le taux de produits bons.
- Une autre variante concerne les arrêts causés par des facteurs externes, typiquement un manque de produits en entrée ou une saturation des équipements en sortie. Certaines analyses considèrent que c'est une réduction du temps d'ouverture, et que l'équipement n'est pas remis en cause dans sa capacité. D'autres points de vue gardent le temps d'ouverture inchangé, et considèrent des arrêts réduisant le TRS.
- Une autre variante concerne les arrêts pour des préventifs des équipements.

## Application (exemple)
Nous partons d'une hypothèse d'un taux de fonctionnement brut Tb situé entre 90 et 98 %, un taux de performance Tf généralement aux alentours de 95 %, et un TRS à obtenir > 85 % (ce qui semble modeste).
Puisque TRS = Tb x Tf x Tq, il faut un taux de qualité tq de 99 %, autrement dit, il faut atteindre un niveau d'excellence !
Il est fréquent qu'avant une démarche TPM, le TRS initial soit de l'ordre de 50 % seulement. Le remonter à 70 % représente déjà un gain très significatif. Le suivi du TRS permet d'avoir une vue synthétique, et l'examen de ses composantes permet de déterminer quel levier activer pour l'améliorer.
Un atelier travaille en équipe de journée pendant 8 heures soit 480 minutes. L'ouverture machine constatée est de 440 minutes. Les arrêts machine d'un total de 40 minutes sont ventilés comme suit :
- Changement de série = 20 minutes
- Panne = 15 minutes
- Réglages = 5 minutes

Le temps de cycle théorique est de 120 pièces / heure mais la mesure d'un temps de cycle réel donne une cadence de 100 pièces / heure seulement.
Quantité réalisée : 600 pièces / jour
Quantité rejetée : 18 pièces, 12 étant récupérables, 6 irrécupérables.

### Taux de fonctionnement brut
Il représente les pertes liées au non fonctionnement de la machine
Tb = [(480-40) / 480] = 0,916 = 91,6 %

### Taux de performance
Il représente les pertes dues à un fonctionnement non optimal de la machine
Une cadence de 100 pièces par heure équivaut à 0,6 minute par pièce.
C'est le temps net de fonctionnement, soit le temps utile à fabriquer des pièces bonnes.
C = B - perte de performance=temps de cycle réel * nombre de pièces.
Tf = C/B = (0,6 minute/pièce x 600 pièces) / (480-40) = 0,818 = 81,8 %
Rendement vitesse = 100/120 ≈ 0,833 = 83,3 % 
(quotient entre le temps de cycle théorique et réel, ou entre les cadences théoriques et réelles)

### Taux de qualité
Il représente les pertes dues à de mauvaises fabrications
Taux de qualité Tq= (600-18) / 600 = 0,97 = 97 %

### Taux de rendement synthétique
Le TRS est le produit de ces indicateurs, soit 72,5 %.

### Taux de rendement global
Le taux de rendement global est défini comme le rapport du temps utile par le temps d'ouverture, autrement dit comme le TRS multiplié par le taux de charge. Il est plus "sévère" et de nombreuses organisations continuent à appeler TRS ce qui est en fait le TRG.